# سمنیه
سمنیه (به مجاری:  Szemenye) یک شهرداری در مجارستان است که در واش واقع شده‌است. سمنیه ۱۱٫۸ کیلومتر مربع مساحت و ۳۶۵ نفر جمعیت دارد.